# Carex kraliana
Carex kraliana är en halvgräsart som beskrevs av Robert Francis Cox Naczi och Bryson. Carex kraliana ingår i släktet starrar, och familjen halvgräs. Inga underarter finns listade i Catalogue of Life.